# Zabok
Zabok est une ville située dans le comitat de Krapina-Zagorje en Croatie. Au recensement de 2001, la municipalité comptait 9 365 habitants, dont 97,81 % de Croates.

## Géographie et caractéristiques
Zabok est situé au cœur de la région de Hrvatsko Zagorje. La ville est le centre économique du comitat de Krapina-Zagorje.
Zabok possède plusieurs parcs, dont le parc Milan Prpić.

## Histoire
Le nom de Zabok signifie « derrière la boucle de la rivière », la rivière en question étant la Krapinica. Il apparaît pour la première fois en 1335, dans un texte où le roi de Hongrie Charles Ier faisait don de la ville à Petar, fils de Nuzlin. La famille Nuzlin ajouta à son nom la mention de Zabok et, vers le XVe siècle se fit appeler Zaboky de Zabok.
En 1782, Sigismund Vojković-Vojkffy commença la construction d'une église à Zabok, terminée en 1805. Après l'abolition de la féodalité, les anciens serfs eurent la possibilié de choisir l'endroit où ils s'installeraient ; la majorité d'entre eux s'établit le long des routes reliant Gredice et Bračak ; un nouveau centre se développa autour de l'église et forma le quartier de Durex. La ville prit sa forme actuelle après la Seconde Guerre mondiale, en s'étendant au nord de la voie de chemin de fer.

## Localités
La municipalité de Zabok compte 17 localités :
| - Bračak - Bregi Zabočki - Dubrava Zabočka - Grabrovec - Grdenci - Gubaševo - Hum Zabočki - Jakuševec Zabočki - Lug Zabočki | - Martinišće - Pavlovec Zabočki - Prosenik Gubaševski - Prosenik Začretski - Repovec - Špičkovina - Tisanić Jarek - Zabok |

## Architecture
Parmi les édifices intéressants de la ville, on peut citer l'église Sainte-Hélène (1805) et l'église Saint-Antoine. La ville possède également deux palais, le palais Gjalski et le palais Bračak.

## Personnalités liées à la commune
- Dominik Kotarski (2000-), footballeur croate né à Zabok.